# Pallamano Prato
La Pallamano Prato è una società di pallamano maschile di Prato che milita nel campionato di Serie A Bronze, la terza categoria del campionato italiano di pallamano maschile.

## Storia
La pallamano a Prato nasce nel 1969 per iniziativa di un professore di educazione fisica, che pubblicizzò questa nuova disciplina nelle scuole medie. Passati alla scuola superiore, i giovani che avevano aderito al nuovo sport diedero vita a due formazioni scolastiche che, unite, giocarono nel 1970 il primo torneo disputatosi in città.
L'esperienza fu così positiva che già nel campionato di serie C 1970/71 si trova la neoaffiliata Handball Club Prato, addirittura vincente di tutte le partite del girone e finalista a Teramo per la promozione in B, puntualmente raggiunta. In questa serie la formazione rimane fino al 1985-86 quando raggiunge la sospirata promozione in A/2, sempre sfiorata comunque negli anni precedenti. Immediatamente dopo, nel campionato 1987/88, viene raggiunta la massima divisione.
Dopo alcuni campionati di assestamento, il 93/94 vede il raggiungimento del 2º posto dietro il Trieste, ed il conseguente diritto alle Coppe Europee per l'anno successivo. Da esordiente, il Prato raggiunge in Coppa addirittura i quarti di finale, sconfitto dagli sloveni del Gorenje. Dopo un altro campionato di vertice (3º posto) e successivo nuovo raggiungimento dei quarti in Coppa Europa (sconfitta in Danimarca dal Virum Sorgenfri dopo aver battuto i Croati del Karlovac ed i Norvegesi del Sandefiord), nel 97/98 viene finalmente coronato il sogno di ogni formazione sportiva: lo Scudetto, vinto davanti ai tradizionali rivali triestini, impreziosito addirittura dalla contemporanea vittoria di Coppa Italia.
La successiva disputa della Coppa Campioni si conclude con il brillante superamento della prima fase, in un girone con i campioni d'Europa di Zagabria, gli ungheresi del Fotex ed i francesi del Montpellier. Nel 98/99 splendida conferma con la vittoria del secondo scudetto ancora su Trieste; e la successiva Coppa Campioni trova nuovamente il Prato in un girone di ferro (dopo aver eliminato i bielorussi dello SKA Minsk) con gli israeliani dell'Hapoel, i croati del Celje ed i polacchi dell'Iskra.
Nel 1999-2000, dopo un ottimo campionato, il Trieste riesce a riconquistare lo scettro lasciando al Prato il secondo posto; si consolano parzialmente con la conquista della Coppa Italia numero 2. L'anno successivo 2000-01 viene impostato un radicale rinnovamento della formazione, che come era in qualche modo prevedibile non dà effetto immediato: 6º posto in Campionato, e raggiungimento dei quarti in Coppa Coppe con eliminazione ad opera del Post Bregenz (Austria). Nella stagione 2001/02 si riesce nuovamente a disputare la finale scudetto, che li vede nuovamente secondi dietro l'ormai tradizionale avversario Trieste: ma la posizione dà diritto a disputare, durante il successivo campionato 2002-03, la Coppa E.H.F., nella quale il Prato viene eliminato al 2º turno sempre dal Post Bregenz.
In campionato invece si classifica al 4º posto. Nell'annata 2003-04 il campionato li vede terzi classificati, con conseguente diritto alla disputa di una Coppa Europea, per la precisione la Challenge Cup, che viene affrontata nel corso dell'annata 2004-05 con una compagine composta per la grande maggioranza da giovani del vivaio, affiancati da giocatori di maggiore esperienza sia italiani che, come di consueto, stranieri.
Lo scopo della Società è proprio quello di far maturare le giovani individualità cresciute al proprio interno, ed il progetto dà i primi frutti con il raggiungimento del 6º posto ed il conseguente diritto a disputare, nel corso del campionato 2005- 2006, la serie A1 d'Elite, formula concordata fra la Federazione e le migliori 8 squadre d'Italia per avere un campionato di massima visibilità, con incontri trasmessi settimanalmente in diretta da RaisportSat e la massima risonanza possibile sui media.
Si segnala che le compagini giovanili dell'Under 21 e dell'Under 18, dalle quali provengono i giovani che costituiscono l'ossatura della prima squadra, nel campionato 2004-05 hanno raggiunto rispettivamente il 3º ed il 2º posto nelle finali nazionali.

## Palmarès
- Campionato italiano di pallamano maschile: 2
1997-98, 1998-99.
- Coppa Italia (pallamano maschile): 2
1997-98, 1999-00.

## Rosa 2022-2023
| N° | Naz.              | Ruolo | Sportivo             | Anno |  |  |
| -- | ----------------- | ----- | -------------------- | ---- |  |  |
| 1  | Italia (bandiera) | P     | Giacomo Messeri      | 2003 |  |  |
| 93 | Italia (bandiera) | P     | Lorenzo Pasquini     | 2004 |  |  |
| 3  | Italia (bandiera) | T     | Edoardo Morini       | 1987 |  |  |
| 4  | Italia (bandiera) | T     | Carlo Liccese        | 1997 |  |  |
| 6  | Italia (bandiera) | A     | Kristjan Simoni      | 1990 |  |  |
| 7  | Italia (bandiera) | T     | Antonio Scrivo       | 2005 |  |  |
| 8  | Italia (bandiera) | PV    | Riccardo Francalanci | 1998 |  |  |
| 9  | Italia (bandiera) | A     | Jacopo Balò          | 2005 |  |  |
| 10 | Italia (bandiera) | T     | Alessandro Ciabatti  | 2003 |  |  |
| 11 | Italia (bandiera) | PV    | Aldo Pukri           | 1996 |  |  |
| 17 | Italia (bandiera) | A     | Leonardo Giovannelli | 2003 |  |  |
| 18 | Italia (bandiera) | T     | Martino Pozzi        | 1989 |  |  |
| 20 | Italia (bandiera) | T     | Gabriele Messeri     | 2002 |  |  |
| 24 | Italia (bandiera) | T     | Alberto Fratini      | 2002 |  |  |
| 28 | Italia (bandiera) | A     | Daniele Biagiotti    | 1998 |  |  |
| 77 | Italia (bandiera) | PV    | Davide Mocellin      | 2002 |  |  |

## Giocatori principali
- Milan Milošević, A
- Silvio Ivandija, A
- Željko Babić, A
- Sergio Cavicchiolo, C
- Paolo Bartolini, A
- Nico Puccilli, A
- Damir Doborac, C
- Massimo Dovere, P
- Marcello Fonti, PV
- Settimio Massotti, C
- Samir Nezirević, C
- Miran Ognjenović, A
- Milan Stanković, P
- Igor Vori, A
- Milan Vunjak, C
- Edhem Sirćo, T
- Emir Šahinović, C
- Alen Bjelobrković, T
- Tomislav Brož, T
- Zdenko Antović, A

### Numeri ritirati
- 7 / Zaim Kobilica, T

## Allenatori principali
- Dragan Ivanišević
- Lino Červar
- Marco Bossi
- Zaim Kobilica
- Sergio Cavicchiolo
- Ivan Blatnik
- Bojan Levstik